# Unutarskupovno sredstvo
Međuskupovno sredstvo (eng. intracluster medium, ICM) je skup tvari unutar galaktičkih skupova. Zbog odnosno visoke temperature od 107 bis 108 kelvina uočljiv je zbog svog rendgenskog zračenja koje nastaje kao kočno zračenje. Plin je u potpunosti ioniziran (v. plazma) i čini oko 15 % ukupne mase jednog skupa. Time je prevladavajuća barionska sastavnica u galaktičkim skupovima.